# Love's what I want
Love's what I want is een single van Cashmere. Het is afkomstig van hun enige album Cashmere. De lengte van de elpeetrack is met 6:45 aanmerkelijk langer dan de single. De elpeetrack werd uitgebracht als 12”-single. Het is wat het instrumentale gedeelte betreft een cover van Leo Sayers Easy to love.
Op de platenhoes staan Jody Pijper en Peter Hollestelle afgebeeld.

## Hitnotering
Het bleef een eendagsvlieg.

### Nederlandse Top 40
| Positie: | 36 | 23 | 17 | 13 | 7 | 4 | 5 | 8 | 19 | 29 | uit |

### NederlandseNationale Hitparade
| Positie: | 37 | 22 | 21 | 12 | 11 | 9 | 7 | 12 | 21 | 31 | uit |

### VlaamseUltratop 30
| Positie: | 27 | 15 | 11 | 8 | 7 | 9 | 10 | 14 | 24 | uit |

### BelgischeBRT Top 30
| Positie: | 28 | 14 | 7 | 7 | 8 | 7 | 12 | 17 | 30 | 28 | uit |

### NPO Radio 2 Top 2000
Love's what I want stond alleen in 2000 in de NPO Radio 2 Top 2000, op plek 1849.